# Sydney Swans
O Sydney Swans", é um clube profissional de futebol australiano que compete na Australian Football League (AFL). O clube é sediado em Sydney, Nova Gales do Sul, Austrália, e joga suas partidas no Sydney Cricket Ground, ou  ANZ Stadium em partidas maiores. O clube foi criado como South Melbourne Football Club, porém, foi realocado para Sydney em 1982, sendo o primeiro time de futebol australiano fora do estado de Victoria.